# Федорівський Назарій Васильович
Назарій Васильович Федорівський (нар. 17 квітня 1996) — український футболіст, воротар київського футбольного клубу «Оболонь» та молодіжної збірної України.

## Спортивна кар'єра
Почав займатися футболом у ФК «Троєщина» коли йому виповнилося 10 років, до того часу займався баскетболом та айкідо. Першим тренером був Сергій Мелешко.